# 弓形弱蛛
弓形弱蛛（学名：Leptoneta arquata）为弱蛛科弱蛛属的动物。在中国大陆，分布于等地。该物种的模式产地在中国。